# ياكوب غريم
ياكوب غريم (بالألمانية: Jacob Grimm)‏ أخو فلهلم غريم ويعرفان تحت اسم الأخوان غريم يعتبر هو وأخوه من أول من قام بجمع القصص الشعبية في ألمانية وأوروبا مثل بياض الثلج وسندرلا و ذات الرداء الأحمر والتي لا تزال إلى يومنا هذا تعرض وتقرأ بعدة لغات لاعتبارها من أشهر القصص في العالم
ولد جاكوب لودفيغ كارل غريم في 4 يناير 1785 وتوفي في 20 سبتمبر 1863، والمعروف أيضًا باسم لودفيغ كارل، كان عالمًا بفقه اللغة، وحقوقيًا، وعالمًا بالأساطير. يُعرف بصفته مكتشف قانون غريم للغويات، والمؤلف المشارك للقاموس الألماني الضخم، ومؤلف كتاب الأساطير الألمانية، وكاتب حكايات غريم الخرافية. وهو أكبر الأخان غريم.

## الحياة والكتب
ولد جاكوب غريم في 4 يناير 1785، في هاناو في هسن كاسل. مات والده المحامي فيليب غريم عندما كان جاكوب طفلًا، وتُركت والدته مع قليل من الإيرادات. كانت أختها سيدة الغرفة في لاندغراف هسن، وساعدت في دعم وتعليم الأسرة. أرسِل جاكوب إلى المدرسة العامة في كاسل عام 1798 مع شقيقه الأصغر فلهلم.
ذهب إلى جامعة ماربورغ عام 1802 حيث درس القانون، وهي مهنة مارسها والده. وانضم إليه شقيقه في ماربورغ بعد عام واحد، بعد أن تعافى من مرض خطير، وبدأ أيضًا دراسة القانون.

### لقاء فون سافيني
أصبح فريدريك كارل فون سافيني، الخبير البارز في القانون الروماني، مصدر إلهام لجاكوب غريم من خلال محاضراته، ونسب فلهلم غريم، في مقدمة (قواعد اللغة الألمانية)، الفضل إلى سافيني في إعطائه هو وشقيقه وعيًا بالعلوم. أيقظت محاضرات سافيني أيضًا في جاكوب حبًا للتحقيق التاريخي والأثري، الذي يكمن وراء جميع أعماله. رأى غريم في مكتبة سافيني لأول مرة طبعة للكاتب بودمر المنشدون في ألمانيا الوسطى العليا وغيرها من النصوص المبكرة، مما أعطاه رغبة في دراسة لغتهم.
دُعي في بداية عام 1805 من قبل سافيني إلى باريس، ليساعده في عمله الأدبي. هناك عزز غريم ذوقه لأدب القرون الوسطى. عاد إلى كاسل في نهاية العام تقريبًا، حيث استقرت والدته وشقيقه بعد أن أنهى فلهلم دراسته. حصل جاكوب في العام التالي على منصب في مكتب الحرب براتب صغير قدره 100 تالر. اشتكى من أنه اضطر إلى استبدال بدلته الأنيقة في باريس بزي موحد وضفيرة، لكن الوظيفة منحته وقت فراغ لمواصلة دراسته.

### أمانة المكتبة
بعد وفاة والدته بفترة وجيزة، عُين في عام 1808 مشرفًا على المكتبة الخاصة لجيروم بونابرت ملك وستفاليا، والتي وحدها نابليون مع هسن كاسل. عُين غريم مدققًا في مجلس الدولة، مع احتفاظه بمنصب المشرف. وارتفع راتبه إلى 4000 فرنك وكانت واجباته الرسمية شكلية. بعد طرد بونابرت وإعادة الناخب في عام 1813، عُين غريم سكرتيرًا للمفوضية يرافق الوزير الهسني إلى القيادة العامة للجيش التحالف. أرسِل إلى باريس في عام 1814 للمطالبة باستعادة الكتب التي أخذها الفرنسيون، وحضر مؤتمر فيينا بصفته سكرتيرًا للمفوضية في عامي 1814 و1815. عند عودته من فيينا، أرسِل إلى باريس مرة أخرى لضمان استعادة الكتب. وفي الوقت نفسه، حصل فلهلم على وظيفة في مكتبة كاسل، وعُين جاكوب أمين مكتبة ثانٍ بإشراف فولكل عام 1816. عند وفاة فولكل في عام 1828، توقع الأخان الترقية، وكانا غير راضيين عندما أعطيت وظيفة أمين المكتبة الأول لروميل، حارس الأرشيف. ونتيجة لذلك، انتقلا في العام التالي إلى غوتينغن، إذ عُين جاكوب أستاذًا وأمينًا للمكتبة، وفلهلم وكيل أمين المكتبة. ألقى جاكوب غريم محاضرات حول الآثار القديمة الشرعية، والقواعد التاريخية، والتاريخ الأدبي، والدبلوماسيات، وشرح القصائد الألمانية القديمة، وعلق على كتاب جرمانيا للمؤرخ تاسيتس.

## روابط خارجية
- ياكوب غريم على موقع IMDb (الإنجليزية)
- ياكوب غريم على موقع ميتاكريتيك (الإنجليزية)
- ياكوب غريم على موقع الموسوعة البريطانية (الإنجليزية)
- ياكوب غريم على موقع روتن توميتوز (الإنجليزية)
- ياكوب غريم على موقع قاعدة بيانات الأفلام العربية
- ياكوب غريم على موقع ألو سيني (الفرنسية)
- ياكوب غريم على موقع ميوزك برينز (الإنجليزية)
- ياكوب غريم على موقع تيرنر كلاسيك موفيز (الإنجليزية)
- ياكوب غريم على موقع تيرنر كلاسيك موفيز (الإنجليزية)
- ياكوب غريم على موقع قاعدة بيانات برودواي على الإنترنت (الإنجليزية)